# Brad Smith
Bradley Shaun Smith (Penrith, 9 april 1994) is een Australisch-Engels voetballer die doorgaans als linksback speelt. Hij tekende in juli 2016 een contract tot medio 2020 bij AFC Bournemouth, dat circa €3.600.00,- voor hem betaalde aan Liverpool. Smith debuteerde in 2014 in het Australisch voetbalelftal.

## Clubcarrière
Smith werd geboren in Australië en verhuisde op veertienjarige leeftijd naar Engeland. Hier werd hij opgenomen in de jeugdopleiding van Liverpool. Hij debuteerde op 26 december 2013 in het eerste elftal van de club, tijdens een wedstrijd in de Premier League uit tegen Chelsea. Hij viel na 59 minuten in voor de geblesseerde Joe Allen. Liverpool verloor de wedstrijd met 2-1.

## Interlandcarrière
Smith scoorde één keer in elf interlands voor Engeland –17. Hij speelde tweemaal voor Engeland –19.
1 Deric ·
2 Fuenmayor ·
3 Lundkvist ·
5 Cabezas ·
6 Struna ·
8 Rodríguez ·
9 Manotas ·
10 Martínez ·
11 McNamara ·
12 Duvall ·
14 Hairston ·
15 Figueroa ·
16 Garcia ·
17 Elis ·
20 DeLaGarza ·
21 Peña ·
22 Vera ·
23 Willis ·
24 Cerén ·
25 Bird ·
26 Nelson ·
27 Boniek García ·
28 McCue ·
29 Junqua ·
31 Quioto ·
Coach: Cabrera
· Assistent-coach: Arnaud